# Preventori d'Aigües
El Balneari o Preventori d'Aigües és un complex arquitectònic construït el 1816 a un quilòmetre del nucli d'Aigües, a la província d'Alacant. Les deus termals properes van ser descrites en cròniques romanes i musulmanes, ja que al segle xv van ser concedits salconduits als moriscos. Arqueològicament en espais propers s'hi han localitzat restes iberes. El document més antic conegut és un privilegi signat el 30 de novembre de 1596, donant la propietat de les aigües a la ciutat d'Alacant, que l'ostentarà fins a l'any 1816.

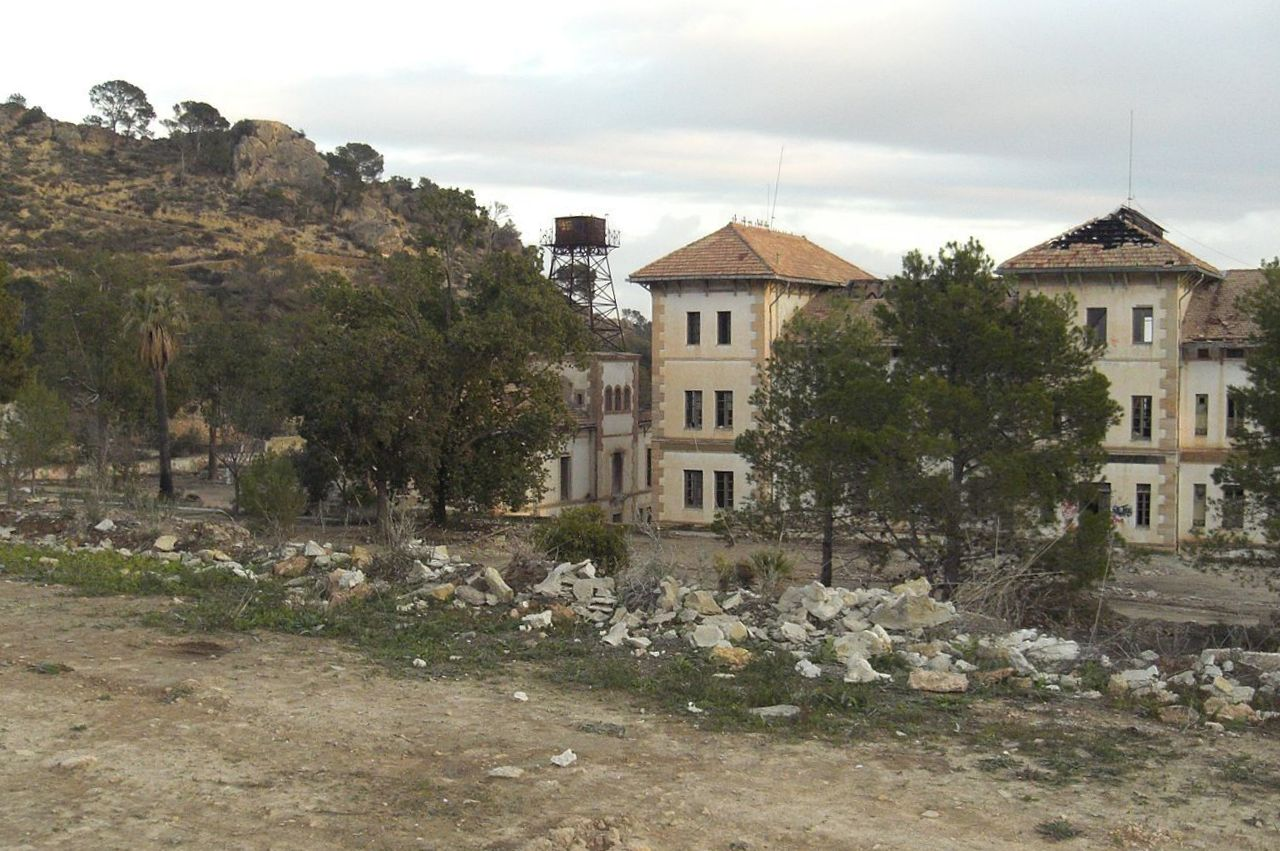
Vista posterior

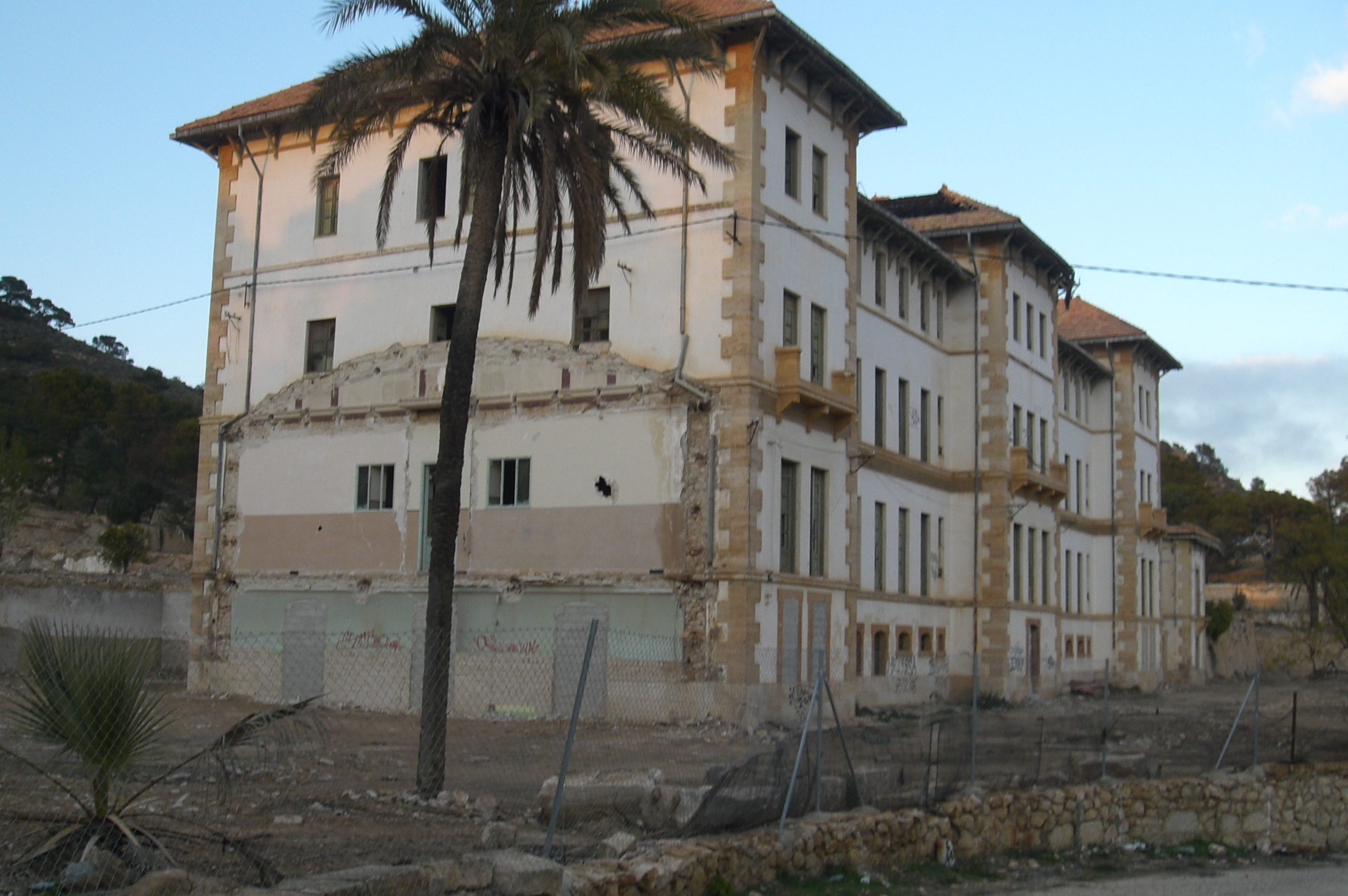
Vista lateral

## Balneari
El complex urbanístic va ser encarregat a l'enginyer i arquitecte Pedro García Faria per part del Comte de Casa Rojas i Marquès del Bosch per ser l'Hotel Miramar Estació d'Hivern situat al davant d'antics deus termals. L'edifici central era l'hotel i al voltant hi havia altres edificis com dues capelles catòliques, piscina navegable, un forn de pa, una granja, múltiples bancs, rotondes i altres elements, la majoria dels quals foren destruïts al segle xx.
En 1865 va començar la construcció del "Hotel Miramar" i un nou balneari aprofitant les aigües termals de la zona. Esdevingué una Estació mèdica i sanatori. El fundador de la Institució Lliure d'Ensenyament, Fernando Giner de los Ríos, va dir que tenia "l'elegància dels millors establiments d'Espanya i l'estranger". Aquest hotel comptava amb un casino, sala de festa, església, instal·lacions esportives i zona de jocs per als nens i la seva esplendor va durar fins a 1930.

## Sanatori
El 1936 l'Estat va adquirir l'edifici i el va convertir en hospital antituberculós per a nens. Després de la Guerra Civil (1936-1939) i controlar-se la malaltia es va abandonar. Des de la dècada del 1960 està abandonat.
Cap al 1973 el Patronat Nacional Antituberculós va fer un projecte per rehabilitar i ampliar l'edifici, però va quedar en el paper. A la dècada de 1970 hi va haver un intent de recuperar l'edifici per part del Patronat Nacional Antituberculós, propietari de l'edifici, però que no va arribar a bon terme i, des d'aleshores, el balneari d'Aigües ha sofert un deteriorament accelerat pel fet que el lloc era visitat per nombroses persones amb finalitats lúdiques, vandàliques o esotèriques. El seu estat d'abandó l'ha convertit en escenari d'històries fantàstiques.
En 1989 l'empresa Prognosis va adquirir l'edifici amb la intenció de reformar-ho. El 1993 va signar un conveni urbanístic amb el Consistori per desenvolupar el projecte de construcció de dos hotels i un balneari. Després de diversos plets entre aquesta empresa i l'Ajuntament d'Aigües, el Balneari va ser comprat el 2006 per 12 milions d'euros per l'empresa Procumasa, del constructor Valentín Botella, president de l'Hèrcules CF. El projecte que es preveia fer no es va desenvolupar per la crisi econòmica i l'edifici fou embargat pel Banc Sabadell.